# Bryum trachydonteum
Bryum trachydonteum là một loài Rêu trong họ Bryaceae. Loài này được (Sanio) Müll. Hal. mô tả khoa học đầu tiên năm 1900.